# Marcheno
Marcheno (Marché in dialetto bresciano) è un comune italiano di 4 169 abitanti della provincia di Brescia, nella media Val Trompia, in Lombardia.

## Geografia fisica

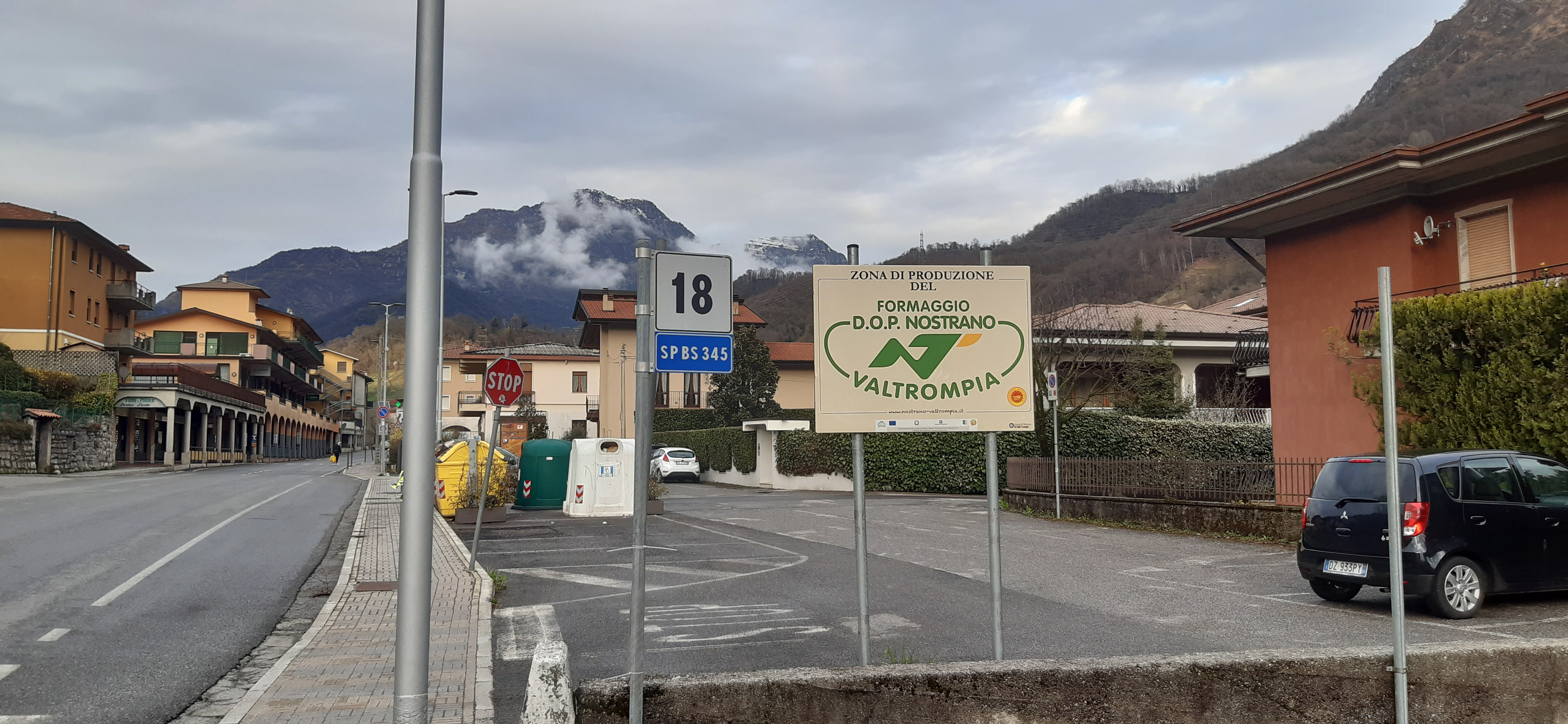
Scorcio di Marcheno

Marcheno è comune montano della Val Trompia, a circa 22 chilometri a nord da Brescia.
Fa parte della Comunità Montana della Val Trompia e del Distretto industriale Val Sabbia-Val Trompia, specializzato nella fabbricazione di prodotti in metallo e, in particolare, nell'antichissimo settore armiero.
Si raggiunge percorrendo la strada provinciale 345 delle Tre Valli, che si snoda per circa 50 chilometri da Brescia al Maniva. Prima dell'ingresso in Brozzo, sulla provinciale è posto il cartello (della comunità montana locale) che avverte dell'ingresso nell'alta valle.
Frazioni: Brozzo e Cesovo.
Le località sono: Aleno, Madonnina, Piazza, Parte, Rovedolo, Croce, Caregno, Marcheno Sopra, Prevesto, Renàt, Marsegne, Pianù, Clos, Cerreto, Lusine, Prade.
Dalla località turistica Caregno, altopiano posto a 1000 m, partono diversi sentieri verso il monte Guglielmo che rientrano, sin quasi verso la cima, all'interno del comune.
Brozzo è collegato a Cesovo anche da un sentiero assai agibile che prosegue verso Caregno. Lungo la strada di montagna che collega Cesovo e Cimmo di Tavernole sul Mella vi è la località Perdone (Perdù). Nella zona est del comune si stacca la valle Vandeno (Vandè), percorsa dal torrente omonimo, che porta nella zona Sonclino/Sant'Emiliano. Qui, situato poco a nord del monte Sonclino, sorge la Punta dei 4 Comuni (dosso dei Quattro Comuni) ovvero un'anticima al cui vertice convergono i confini di Marcheno, Casto, Sarezzo, Lumezzane.
Marcheno è attraversato dal fiume Mella.
Dal punto di vista artistico di particolare pregio è il santuario della Madonnina situato sull'antica strada valeriana (ora via Madonnina) e costruito nel primo decennio del '600, mentre la cappellina antistante risale al '400.
Nell'anno del Giubileo (2000) nel versante est è stata installata una grande croce (illuminata di notte), poco sotto la Punta Carneda (984 m).

## Storia
Il territorio di Marcheno fu abitato in tempi antichi. Lo dimostrano dei reperti individuati nel 1975, in località Rocca (frazione Prevesto), sulla sponda sinistra del fiume Mella tra il capoluogo e Brozzo che risalivano alla prima età del ferro tra l'VIII e il VII secolo a.C.
Gli stessi insediamenti furono abitati anche in epoca romana. Dopo la caduta dell'impero romano, Marcheno si trovò sotto la giurisdizione della Pieve di S. Giorgio di Inzino, da cui ottenne l'autonomia verso la fine del XIV secolo.
In quel secolo e in quello successivo era Aleno il centro del Comune, come testimoniano un estimo delle quadre del territorio bresciano del 1389 e un codice malatestiano del 1418. Aleno ha comunque sempre mantenuto una centralità tra le località, conseguenza del suo passato di antico capoluogo.
Nei decenni successivi la frazione di fondovalle divenne fondamentale sia dal punto di vista amministrativo (Comune), sia religioso (Parrocchia).
Nel 1552 viene consacrata la chiesa parrocchiale di San Michele.
L'organizzazione amministrativa napoleonica sancì la fusione del Comune di Cesovo con quello di Brozzo e la separazione di Brozzo e Marcheno in due Distretti diversi.
Nel periodo della dominazione austriaca i due Comuni tornarono a far parte dello stesso Distretto (quello di Gardone), ma furono nuovamente inseriti in mandamenti diversi dopo l'unificazione italiana.
Nel 1890 sorge a Marcheno la prima latteria sociale.
Tra il dicembre 1903 e il luglio 1904 a Marcheno si provvede all'acquisto di nuove campane.
Dal luglio 1907 è aperto il nuovo asilo infantile "Principe Umberto".
Nel 1927 la definitiva unificazione in uno stesso Comune.
Cesovo e Brozzo hanno chiese attive e Brozzo è parrocchia distinta da quella del capoluogo (la parrocchia di Cesovo è stata autonoma sino al 2018).
L'1 e 2 giugno 2013 è stato sede dell'adunata sezionale degli Alpini dell'intera provincia di Brescia.

### Simboli
Lo stemma e il gonfalone sono stati concessi con decreto del presidente della Repubblica del 14 maggio 2001.
Il gonfalone è costituito da un drappo partito di azzurro e di giallo.

## Società

### Evoluzione demografica
Abitanti censiti

## Economia

### Artigianato
Nel settore dell'artigianato è molto diffusa e rinomata la produzione artigianale di armi. Tra le varie ditte del territorio è presente la Rizzini, azienda fondata nel 1966 e da sempre attiva nel comune di Marcheno.

## Infrastrutture e trasporti
Fra il 1906 e il 1934 Marcheno ospitò una fermata della tranvia della Val Trompia.

## Amministrazione
| Periodo        | Periodo        | Primo cittadino | Partito                       | Carica  | Note |
| -------------- | -------------- | --------------- | ----------------------------- | ------- | ---- |
| 12 giugno 2004 | 26 maggio 2014 | Barbara Morandi | lista civica di centro-destra | Sindaco |      |
| 26 maggio 2014 | in carica      | Diego Bertussi  | lista civica di centro-destra | Sindaco |      |

### Gemellaggi
Il Comune di Marcheno è gemellato con Blinisht.